# Maiandros

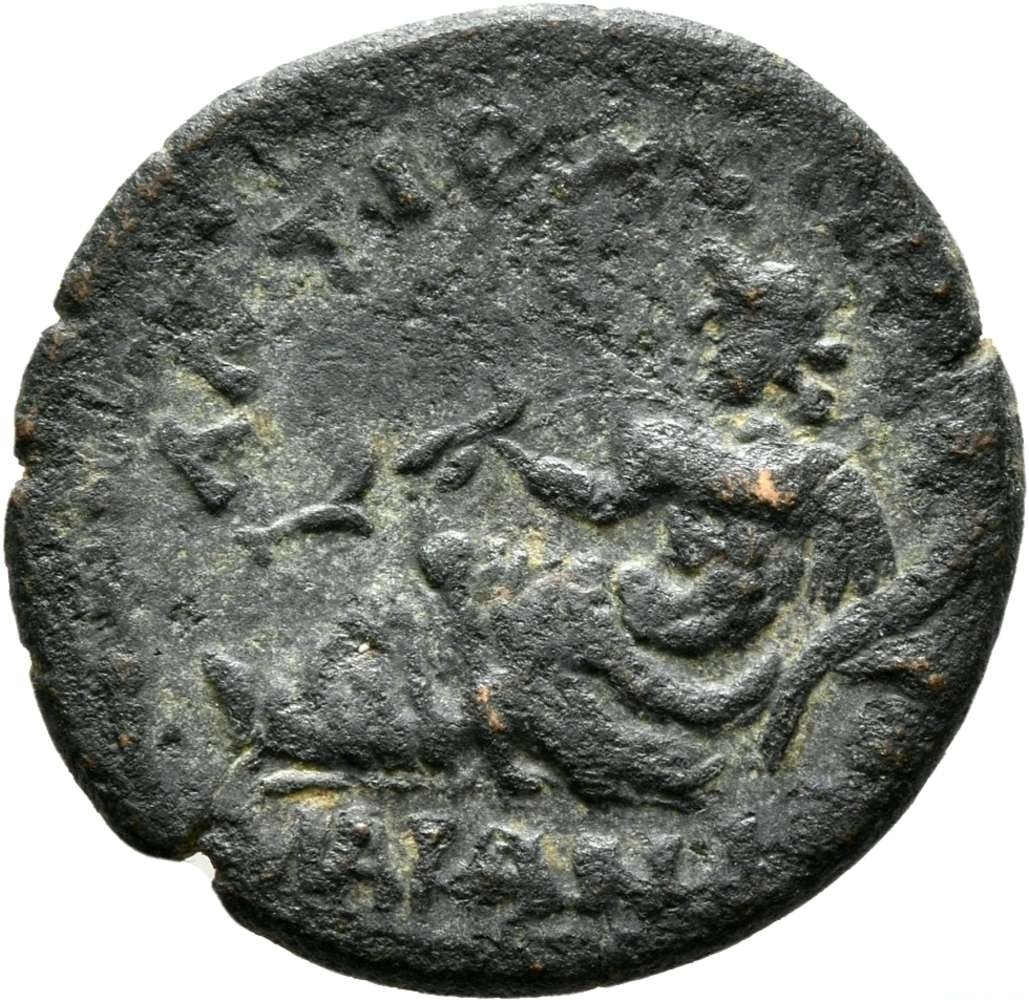
Rückseite einer Bronzemünze aus Antiochia am Mäander (193–211 n. Chr.) mit Darstellung des Flussgottes Maiandros, SNG Tübingen 3350

Maiandros (altgriechisch Μαίανδρος Maíandros) ist in der griechischen Mythologie die Gottheit des Flusses Mäander.
Maiandros erscheint bereits im Flusskatalog des Hesiod. Er ist der Sohn des Okeanos und der Tethys. Seine Tochter Kyanee ist die Mutter der Zwillinge Byblis und Kaunos. Söhne des Maiandros sind Kalamos und Marsyas.